# 안토니오 베네치아노

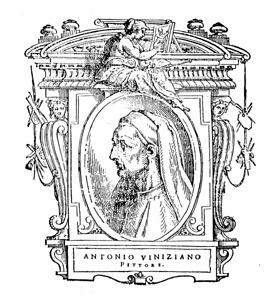
조르조 바사리의 《미술가 열전》에 실린 안토니오 베네치아노의 삽화

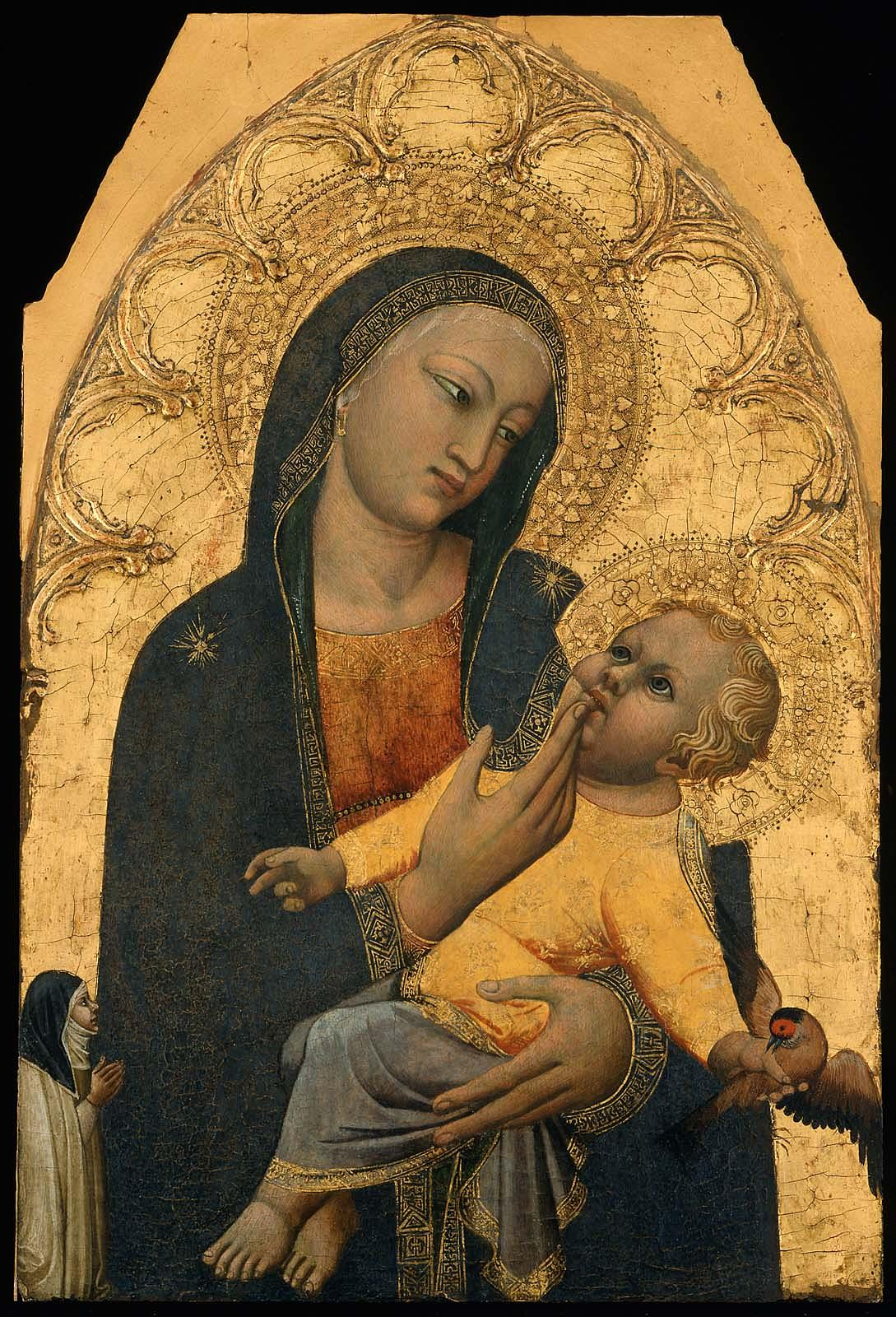
안토니오 베네치아노, 《성모자》, 목판 템페라화, 약 1380년경, 보스턴 미술관 소장

안토니오 베네치아노(이탈리아어: Antonio Veneziano)는 이탈리아의 화가로, 주로 시에나, 피렌체, 피사에서 활동했으며, 1369년부터 1419년 사이의 활동이 문서로 남아 있다.
그는 베네치아에서 태어난 것으로 추측되며, 타데오 가디의 제자였다. 1384년부터 1387년 사이에는 피사의 캄포산토에서 안드레아 다 피렌체가 시작한 성 라니에리의 생애를 그린 프레스코화 세 점을 완성했다. 이 벽화들은 이미 시간의 흐름에 따라 손상되었으며, 제2차 세계대전 중의 폭격으로 심각한 피해를 입었다. 피사에서는 1370년에 안드레아 바니와 함께 대성당 천장 작업에 참여했다. 피렌체 산타 마리아 노벨라 성당의 스파뇰리 예배당(Capellone degli Spagnuoli) 천장도 안토니오의 작품이다. 1374년에는 화가들이 속해 있던 피렌체의 약제사 조합에 등록되었다. 그는 또 1388년경 팔레르모의 산 니콜로 레알레 교회에서 SS. 니콜로와 프란체스코 형제단의 의뢰를 받아, 슬픔에 잠긴 성모와 성 요한을 그렸다. 그는 피렌체에서 생을 마감했다. 게라르도 스타르니나는 안토니오 베네치아노의 가장 중요한 제자였다.